# Fiona Macintosh
 (juin 2025).
Cet article concerne l’historienne britannique. Pour l’auteure britannique, voir Fiona McIntosh.
Fiona Macintosh, née en 1959, est une historienne britannique spécialiste en études de réception de l'Antiquité classique (en) à l'Université d'Oxford. Elle est l'ancienne directrice de l'Archive of Performances of Greek and Roman Drama (APGRD), conservatrice au Centre Ioannou et membre du St Hilda's College d'Oxford.

## Biographie

### Formation
Fiona Macintosh débute ses études à l'Université de Leeds. Elle y obtient une licence en civilisation anglaise et grecque en 1980, puis une maîtrise en littérature anglaise l'année suivante. En 1990, elle soutient sa thèse de doctorat en littérature comparée et études classiques au King's College de Londres.

### Carrière
Elle est professeure d'anglais au Goldsmiths College de l'Université de Londres jusqu'en 2000, puis rejoint Oxford en tant que chercheuse permanente à l'APGRD. Elle y enseigne le théâtre grec et romain de 2008 à 2014, date à laquelle elle est promue professeure en études de réception de l'Antiquité (en). Elle dirige l'APGRD de 2010 à 2024,.

### Travaux
Les recherches de Fiona Macintosh portent sur l'adaptation des pièces grecques dans le théâtre moderne et sur la réception de la tragédie grecque du Siècle des Lumières à nos jours. Elle s'est intéressée à l'adaptation de la tragédie grecque pour la scène irlandaise, en particulier les figures d'Œdipe, Antigone et Agamemnon.
Au sein de l'APGRD, elle explore le potentiel des livres électroniques multimédias interactifs pour valoriser ces recherches auprès d'un large public. Chaque e-book retrace l'histoire des performances consacrées à un personnage de la mythologie grecque, accompagnée de documents d’archives et œuvres d'arts numérisés, d'extraits de films et d'autres documents audio et audiovisuels, dont des entretiens. Le livre électronique Medea, a performance history est le premier publié par l’APGRD en 2016. Un deuxième livre électronique, consacré à l'histoire des performances de l'Agamemnon d'Eschyle, est paru en 2020.

## Récompenses et distinctions
- Docteure honoris causa de l'université Grenoble Alpes en 2022[8]

## Principales publications

### Ouvrages imprimés
- (en) Fiona Macintosh, Dying acts: death in ancient Greek and modern Irish tragic drama, Cork, Cork University Press, 1994, XX-212 p. (ISBN 978-1-85918-015-0)[9],[10]
- (en) Edith Hall (dir.), Fiona Macintosh (dir.) et Oliver Paul Taplin (dir.), Medea in performance: 1500-2000, Oxford, University of Oxford, European Humanities Research Centre, 2000, XIV-304 p. (ISBN 978-1-900755-35-1)
- (en) Fiona Macintosh, Sophocles: Oedipus Tyrannus, Cambridge/New York, Cambridge University Press, 2009, XVI-203 p. (ISBN 978-0-521-49711-4)
- (en) Fiona Macintosh, Pantelis Michelakis, Edith Hall et Oliver Taplin, Agamemnon in Performance. 458 BC to AD 2004, Oxford, Oxford University Press, 2005, 484 p. (ISBN 0-19-926351-5)
- (en) Edith Hall et Fiona Macintosh, Greek tragedy and the British theatre, 1660-1914, Oxford, Oxford University Press, 2005, 723 p. (ISBN 978-0-19-815087-9)
- (en) Fiona Macintosh (dir.), Justine McConnell (dir.) et Stephen Harrison (dir.), Epic performances from the Middle Ages into the twenty-first century, Oxford, Oxford University Press, 2018, XX-643 p. (ISBN 978-0-19-880421-5)
- (en) Anna Albrektson et Fiona Macintosh, Mapping Medea: revolutions and transfers 1750-1800, Oxford, Oxford University Press, 2023, XIV-256 p. (ISBN 978-0-19-288419-0)

### E-books interactifs
- Fiona Macintosh, Claire Kenward et Tom Wrobel, Medea, a performance history, APGRD, University of Oxford, 2016
- Fiona Macintosh et Claire Kenward, Agamemnon, a performance history, APGRD, University of Oxford, 2020